# Hendrik II van Cyprus
Hendrik van Lusignan (?, 1271 - Strovolos, 31 augustus 1324) was als Hendrik II koning van Cyprus en Jeruzalem. Hij was de derde zoon van Hugo III van Cyprus en Isabella van Ibelin. Hendrik trouwde 1303/1304 met Constance, een dochter van Frederik II van Sicilië, het huwelijk bleef kinderloos. Hendrik was echter de laatste koning van Jeruzalem met enig grondbezit.

## Levensloop
Hendrik volgde zijn broer Jan op als koning van Cyprus. Het eerste wat hij deed was zijn koningschap over Jeruzalem zeker stellen. Hij voer vanuit Cyprus naar Akko, nog een van de weinige havensteden in het koninkrijk en zetel van de laatste koningen. Daar verjoeg hij Hugo Pelerin, een bevelhebber onder Karel van Anjou, en zijn leger uit de stad. In Akko kroonde Hendrik zich op 15 augustus 1285 tot koning van Jeruzalem. Hij ging echter terug naar Cyprus en liet het regentschap over aan zijn neef Filips van Ibelin.
In 1289 vielen de mammelukken de overige gebieden van het koninkrijk Jeruzalem binnen. Steden als Tyrus, Beiroet en Tripoli vielen snel na elkaar. Tussen 5 april en 28 mei werd er strijd geleverd om het laatste bolwerk van de kruisvaarders, de stad Akko. Op 28 mei 1291 was het gedaan met het Beleg van Akko (1291) en de mammelukken, onder leiding van Khalil, veroverden de stad. Hendrik II bleef zijn claim over Jeruzalem behouden, maar het grondgebied was in handen van de moslimheersers.
Op Cyprus bleef Hendrik zich koning van Jeruzalem noemen en haalde banden aan met Mahmud Ghazan, de Mongoolse heerser van het Il-kanaat in Perzië, die het rijk van de mammelukken binnenviel en het handelen met schepen uit Venetië en Genua tegenhield zodat er op strategische plaatsen geen handel meer was. Toch ging het op Cyprus niet voor de wind. Hendrik kreeg mettertijd steeds meer last van epileptische aanvallen.
Tussen 1306 en 1310 werd Hendrik verstoten door zijn jongere broer Amalrik, die zichzelf uitriep tot gouverneur-koning. Toch wist Hendrik weer terug te keren op de troon van Cyprus met behulp de Hospitaliers onder leiding van Albert van Schwarzburg. Of Hendrik betrokken was bij de dood van zijn opstandige broer Amalrik is niet uitgemaakt. Hendrik overleed op zijn landgoed bij Strovolos in 1324. Hij werd opgevolgd door zijn neef, Hugo, een zoon van zijn broer Guido (Gwijde).